# Боцаркани (Арђеш)
Боцаркани (рум. Boțârcani) насеље је у Румунији у округу Арђеш у општини Тополовени. Oпштина се налази на надморској висини од 257 m.

## Становништво
Према подацима из 2002. године у насељу је живело 410 становника, од којих су сви румунске националности.